# Basifimbria aurea
Basifimbria aurea är en svampart som beskrevs av Subram. & Lodha 1968. Basifimbria aurea ingår i släktet Basifimbria, ordningen kolkärnsvampar, klassen Sordariomycetes, divisionen sporsäcksvampar och riket svampar.   Inga underarter finns listade i Catalogue of Life.